# 奥托·阿默曼
奥托·阿默曼（德語：Otto Ammermann，1932年9月7日—），德国男子马术运动员，主攻三项赛。他曾代表西德参加1976年夏季奥林匹克运动会马术比赛，获得团体三项赛银牌。